# Norbert Nieroba
 Norbert Nieroba  (* 29. April 1964 in Gelsenkirchen) ist ein ehemaliger deutscher Amateur- und Profiboxer.

## Amateur
Norbert Nieroba boxte als Amateur für den BSK Ahlen und gewann 1985 erstmals die Deutsche Amateurmeisterschaft im Halbmittelgewicht. Er konnte diesen Titel in den folgenden Jahren mehrfach erfolgreich verteidigen und nahm 1988 an den Olympischen Spielen in Seoul teil. 1992 gewann er die Deutsche Meisterschaft im Mittelgewicht und besiegte dabei auch Sven Ottke. Norbert Nieroba boxte 24-mal in der Nationalstaffel und konnte 210 seiner 260 Amateurkämpfe gewinnen.

## Profikarriere
Der gelernte Gas- und Wasserinstallateur, der hauptberuflich für die Stadtwerke Ahlen arbeitete, entschied sich 1995 ins Profigeschäft einzusteigen und wurde in seiner Freizeit von Günther Radowski trainiert. 1996 gewann der Konterboxer die Deutsche Meisterschaft im Supermittelgewicht gegen Andreas Marks durch K. o. Im August 1997 boxte Norbert Nieroba im Rahmenprogramm von Axel Schulz in Berlin gegen Frank Tate um die Weltmeisterschaft im Halbschwergewicht des WBU-Verbandes und verlor knapp nach Punkten. Im April 1998 schlug er den Südafrikaner Bald Botes nach Punkten und gewann die WBU-Weltmeisterschaft im Supermittelgewicht. Bereits bei seiner ersten Titelverteidigung unterlag er Nordin ben Salah in der Philipshalle in Düsseldorf nach Punkten. Im Dezember 2001 gewann Nieroba die Deutsche Meisterschaft im Halbschwergewicht und beendete seine Profilaufbahn.

## Nach dem Boxen
Neben seinem Hauptberuf bei den Stadtwerken trainiert Nieroba die Juniorenboxer des BSK Ahlen und führte schon einige von ihnen zu Titelerfolgen.

## Erfolge als Amateur
- Deutscher Meister im Halbmittelgewicht 1985, 1986, 1987, 1988
- Deutscher Meister im Mittelgewicht 1992
- Dreimal Deutscher Vizemeister
- Olympiateilnehmer 1988

## Erfolge als Profi
- Deutscher Meister im Supermittelgewicht 1996
- WBU-Weltmeister im Supermittelgewicht 1998–1999
- Deutscher Meister im Halbschwergewicht 2001